# Mesa Jitonia
Mesa Jitonia (gr. Μέσα Γειτονιά) – miasto w Republice Cypryjskiej, w dystrykcie Limassol. W 2011 roku liczyło 14 477 mieszkańców.